# ノーフォーク (バージニア州)
ノーフォーク（Norfolk）は、アメリカ合衆国バージニア州南東部に位置する都市。バージニア州法の規定により、いずれの郡にも属さない独立市となっている。人口は242,803人（2010年国勢調査）で、東に隣接するバージニアビーチに次ぐ州第2の都市である。ノーフォークを中心に、バージニアビーチやニューポートニューズと共に形成している都市圏は1,713,954人、ノースカロライナ州内の2つの小都市圏を加えた広域都市圏は1,801,988人（いずれも2010年国勢調査）の人口を抱えている。ノーフォークはこの都市圏における経済、交通、および文化の中心となっている。ジェームズ川がチェサピーク湾に注ぐ河口に形成されている湾、ハンプトン・ローズの対岸のニューポートニューズやハンプトンとは、橋と海底トンネルで結ばれている。
ノーフォークはチェサピーク湾の湾口という立地条件に加え、ハンプトン・ローズという天然の良港に恵まれていることから、港湾都市、また軍事都市として発展してきた歴史を持っている。ノーフォークは世界最大の海軍基地で、アメリカ艦隊総軍、アメリカ海兵隊総軍および北大西洋条約機構（NATO）の変革連合軍が司令部を置くノーフォーク海軍基地を抱えている。ノーフォークやニューポートニューズ、エリザベス川対岸のポーツマスでは、軍需産業、特に軍艦を建造する造船業が発展している。また、ノーフォークの港湾は軍のみならず民間においても重要度が高く、特にコンテナ貨物の取扱量においてはアメリカ合衆国大西洋岸有数である。加えて、ノーフォークはクルーズの拠点としても、乗船客・クルーズ船会社の両方から高い評価を得ている。

## 歴史

### 初期から独立戦争まで
1619年、バージニア植民地総督ジョージ・ヤードレーは、植民地の中でも開発の進んだ場所に、植民地議会下院の基となる「シティ」（Cittie）という名の法人を4つ創設した。後にノーフォーク市となったこの地はエリザベスシティ法人の領域に含まれた。1634年、チャールズ1世がバージニア植民地の行政区画を再編し、8つのシャイアを導入すると、エリザベスシティはエリザベスシティシャイアになった。
1622年にイングランド・ノーフォークカウンティのキングスリンから年季奉公人としてバージニアに入植したアダム・サラグッドは、契約期間が切れて自由の身になると、まだ歴史の浅いこの植民地のリーダー的な市民となった。1636年には、サラグッドは105人にこの植民地に入植するように説得し、リンヘイブン川沿いの広範囲にわたる土地を与えられた。同年、エリザベスシティシャイアのうち、ハンプトン・ローズの南側、サウス・ハンプトン・ローズと呼ばれる地域が郡に分割されることになると、サラグッドは生まれ故郷のノーフォークカウンティにちなんで、この郡をニューノーフォーク郡と名付けた。翌1637年、ニューノーフォーク郡はサラグッドの勧めで、アッパーノーフォーク郡とロウアーノーフォーク郡に分割された。

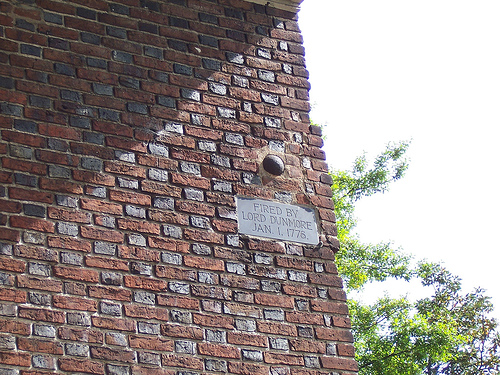
聖パウロ監督教会の壁に現在も残っている、ダンモアが発射した砲弾の痕

17世紀後半に入ると、「ハーフムーン」の砦が建設され、また10,000ポンド（約4,500kg）のタバコと引き換えに50エーカー（約202,000m²）の土地を得て、ノーフォークは成長した。1680年、植民地議会は、今日のノーフォークの基となるロウアー・ノーフォーク・カウンティ町を創設した。1691年、ロウアー・ノーフォーク郡はノーフォーク郡（現在のノーフォーク、チェサピーク、およびポーツマスの一部）およびプリンセス・アン郡（現在のバージニアビーチ）に分割された。1736年には、ジョージ2世の勅令により、ノーフォークは正式な町（ボロウ）として法人化された。
1775年頃には、ノーフォークはバージニア植民地で最も発展した都市であった。当時のノーフォークは、イギリスやその先に物品を輸出するための重要な港であった。商人たちの取引は大英帝国とつながり合っていたため、独立戦争の開戦間もない頃のノーフォークではロイヤリストが強い勢力を持っていた。当時のバージニア植民地総督であったダンモア伯爵は、植民地の首都ウィリアムズバーグからノーフォークに逃げ延び、体制の立て直しを図った。ダンモアはノーフォークで小さな勝利を収めたものの、やがてウィリアム・ウッドフォード大佐率いるパトリオットに追い詰められ、植民地から追い出された。ダンモアの追放によって、バージニアにおける168年におよぶイギリスの支配は終わった。
1776年の元旦、軍艦3隻からなるダンモアの艦隊は、8時間以上にわたってノーフォークの街を爆撃した。爆撃に加え、イギリス軍が火を放ち、その火をパトリオットが広げたことで、ノーフォークの街の約2/3、800棟以上の建物が破壊された。同年2月には、戦略的理由からパトリオットが残った建物を破壊した。後には聖パウロ監督教会の壁のみが残った。

### 南北戦争

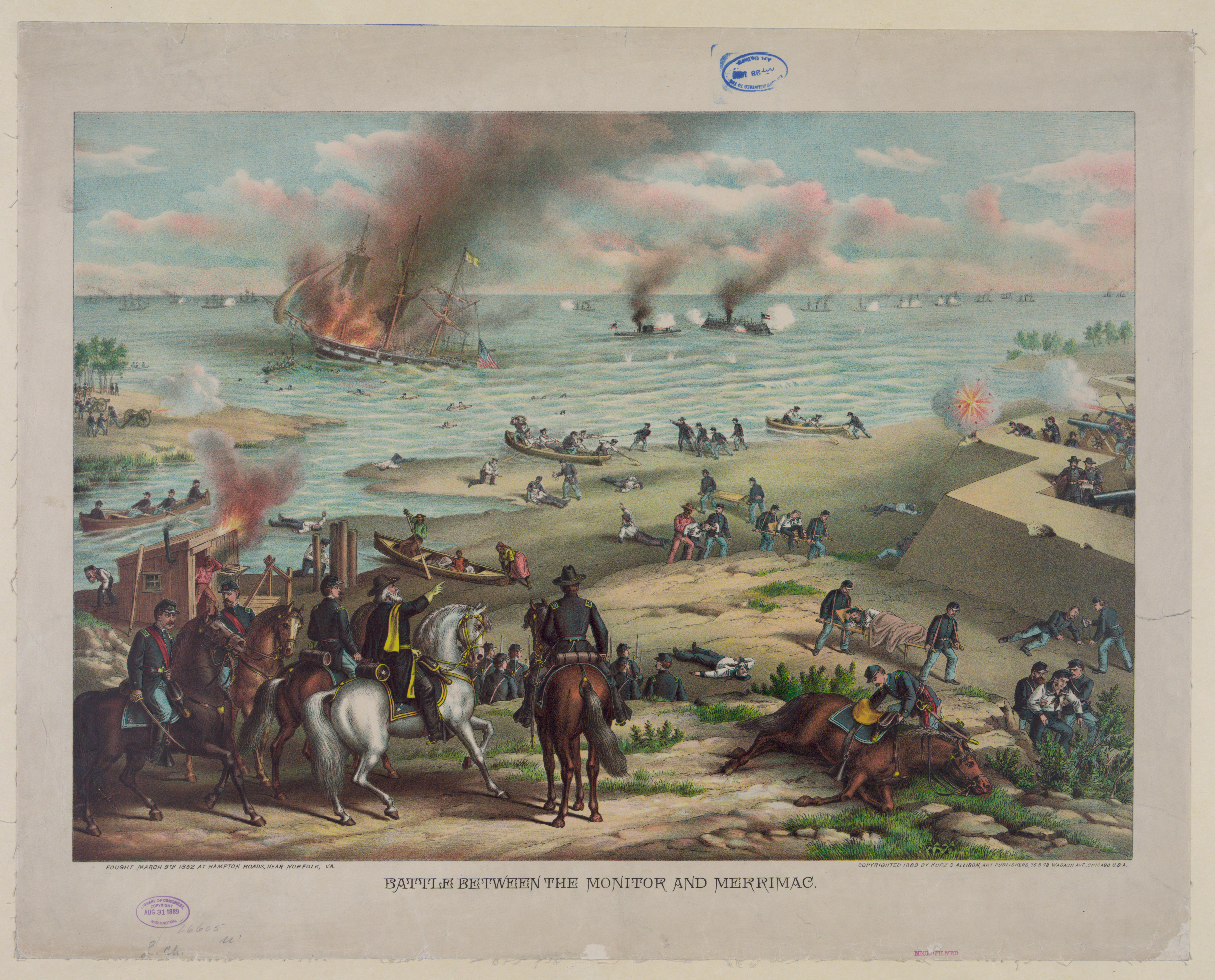
ハンプトン・ローズ海戦

独立戦争で焦土と化した後、ノーフォークは復興したが、19世紀初頭にさらなる不運に見舞われた。1804年、ノーフォークのウォーターフロントで起きた大火は300棟の建物を焼失させ、ノーフォークは大きな経済的損失を受けた。1820年代、南部中の農村が不況に見舞われ、多くの農家が他地域へと移り住んでいった。その多くはピードモント台地以西、もしくはケンタッキー州やテネシー州へと移った。この地域においては、タバコの連作による地力低下も農家の流出を招いた。
この頃、バージニア州は奴隷制から脱しようと、法によって、あるいはアフリカに帰還させるなど、様々な試みを行っていた。バージニア・ノースカロライナ両州の黒人はノーフォークからアフリカへと帰る船に乗った。ノーフォークで自由黒人として生まれ育ったジョセフ・ジェンキンス・ロバーツは、リベリアに移住し、同国の初代大統領となった。
1861年、ノーフォークの有権者は代議員に、連邦から脱退する条例を批准させた。やがてバージニア州は連邦から脱退した。翌1862年春、市の北西、シーウェルズ・ポイントの沿岸でハンプトン・ローズ海戦が起こった。この戦いは世界史上初の装甲艦同士による戦いとなったもので、合衆国海軍のモニターと連合国海軍のバージニアの2隻の装甲艦が交戦した。この戦いは引き分けに終わったが、従来の木造戦艦に比する装甲艦の優位性が証明され、以後、すべての軍艦が金属で造られるようになった。しかし同年5月、ベンジャミン・ヒュージャー将軍率いる南軍がゴスポート造船所に火を放ち、ノーフォークから撤退すると、市長ウィリアム・ラムはジョン・E・ウール将軍率いる北軍に降伏し、市を明け渡した。南北戦争が終結するまでは、市は戒厳下に置かれた。

### 海軍基地、高速道路、人種統合

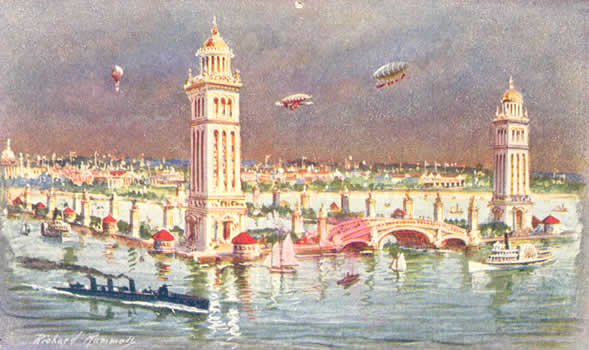
ジェームズタウン博覧会

1907年、シーウェルズ・ポイントで、ジェームズタウン入植300周年を記念してジェームズタウン博覧会が開かれた。この博覧会においては、海軍による大規模な軍事パレードが行われ、シーウェルズ・ポイントの立地条件のよさを示した。その10年後、第一次世界大戦時中の1917年、ジェームズタウン博覧会の会場跡地にノーフォーク海軍基地が設置された。
第二次世界大戦後、州間高速道路の登場によって、ノーフォークとその周辺にも高速道路網が整備された。1952年にエリザベス川の河底を通り、ノーフォークとポーツマスを結ぶダウンタウン・トンネルが完成したのを皮切りに、その後15年にわたって、ノーフォークとバージニアビーチ、ハンプトン・ローズ対岸のバージニア半島とを結ぶ道路が次々と開通した。1957年には、ハンプトン・ローズを橋と海底トンネルで渡り、ノーフォークとハンプトンを結ぶハンプトン・ローズ・ブリッジ・トンネルが、1962年にはダウンタウン・トンネルよりも北でエリザベス川の河底を渡り、ノーフォークのゲント地区とポーツマスを結ぶミッドタウン・トンネルが、そして1967年にはバージニアビーチ・ノーフォーク高速道路がそれぞれ開通した。その後もハンプトン・ローズ地域における道路網の整備は続き、1989年にはダウンタウン・トンネルが4車線化され、1991年にはエリザベス川東支流を渡る跳開橋、バークレー・ブリッジが8車線化された。1992年には、ハンプトン・ローズ・ブリッジ・トンネルよりも西側でハンプトン・ローズを渡り、ポーツマスとニューポートニューズを結ぶモニター・メリマック・メモリアル・ブリッジ・トンネルが開通し、ノーフォーク・ポーツマス両市の外郭を囲むハンプトン・ローズ環状線が完成した。
1954年、連邦最高裁判所がブラウン対教育委員会裁判において、学校における人種分離は違憲であるとの判決を下し、人種統合を命令すると、バージニア州ではこれに対抗して「マッシブ・レジスタンス」と呼ばれる州法を公布した。これによりバージニア州議会は、人種統合した公立学校に予算を配分することを禁じた。一方、ノーフォークの私立学校はブラウン判決を支持し、人種統合へと動いた。1958年、バージニアの連邦地方裁判所は人種を統合しての開校を命令したが、これに対し、バージニア州知事ジェームズ・リンジー・アーモンド・ジュニアは学校を閉鎖することを命じた。これにより、ノーフォーク市内の6校が閉鎖され、約10,000人の児童・生徒があぶれた。バージニア州最高裁判所は、マッシブ・レジスタンスは州憲法に反するものであると判じ、人種を統合しているか否かにかかわらず、全ての学校に予算を配分するよう命じた。その10日後、アーモンドは抵抗をやめ、州議会にマッシブ・レジスタンス関連の法案を撤回するように求めた。翌1959年9月、それまで人種分離が行われていたノーフォーク市内の公立学校に、17人のアフリカ系の児童が入学した。ノーフォークの地方紙、バージニアン・パイロットの編集者レノア・チェンバーズは、マッシブ・レジスタンスに反対する社説を掲載し、社説部門でピューリッツァー賞を受賞した。
20世紀前半、ノーフォークは合併によって市域を広げ、成長していった。1906年、ノーフォークはエリザベス川東支流の南岸のバークレー町を合併した。1923年には、シーウェルズ・ポイントやオーシャンビュー地区を合併し、ノーフォーク海軍基地やチェサピーク湾岸の浜辺を市域に含むようになった。1955年には、タナーズ・クリークの合併により、ノーフォークの人口は297,253人になり、バージニア州最大となった。しかし、人種統合と郊外の住宅地開発の進行により、白人の中間層は市外へと流出し（ホワイト・フライト）、1970年に307,951人を数えたのをピークに、ノーフォークの人口は減少傾向に入った。また、1960年代後半から1970年代初頭にかけて、郊外の高速道路沿いに大規模なショッピングセンターやモールが開店し、それまで賑わっていたダウンタウンのグランビー・ストリート沿いの商業地区は寂れていった。

### 再生
1980年代に入ると、市のリーダーたちはノーフォーク都心部の再生に取り組み始めた。彼らは荒廃していたウォーターフロントに着目し、古くなった数多くの船積み施設や倉庫を取り壊し、その跡地にウォーターサイド・ドライブという大通りを敷設した。この大通り沿いには、今日のノーフォークのスカイラインを形成する高層建築物が次々と建てられた。
市とラウズ・カンパニーは1983年、ウォーターフロントに人を引きつけ、さらなるダウンタウンの再開発を呼び込むべく、エリザベス河畔にウォーターサイドというモールを建設した。1993年には、地元マイナーリーグチーム、ノーフォーク・タイズの本拠地となるハーバー・パークが完成した。1994年にはノーティカスという海事博物館も開館した。
再開発が進むにつれて、ダウンタウンは活気を取り戻し、新しいオフィス、小売店、娯楽施設、ホテルが建設され、職住近接型の住宅も増えてきている。2000年代には人口も増加傾向に転じ、2010年の国勢調査では人口242,803人と、2000年国勢調査時に比べて約3.6%増加した。

## 地理
ノーフォークは北緯36度50分43秒 西経76度17分9秒 / 北緯36.84528度 西経76.28583度に位置している。市はバージニア州の南東部に位置し、首都ワシントンD.C.からは南南東へ約250km、州都リッチモンドからは南東へ約135kmに位置する。
アメリカ合衆国国勢調査局によると、ノーフォーク市は総面積249.4km²（96.3mi²）である。このうち139.2km²（53.7mi²）が陸地で110.3km²（42.6mi²）が水域である。総面積の44.22%が水域となっている。
市域はジェームズ川がチェサピーク湾に注ぐ河口に形成されている、天然の良港となっているハンプトン・ローズという湾の南岸に広がっている。ノーフォークの東にはバージニアビーチ、南にはチェサピーク、西にはポーツマス、南西にはサフォーク、ハンプトン・ローズの北岸にはニューポートニューズおよびハンプトンの各市が連なっている。湾の名を冠したハンプトン・ローズ都市圏（正式名称: バージニアビーチ・ノーフォーク・ニューポートニューズ都市圏）は、これらハンプトン・ローズの周囲に連なる7市に、ハンプトンの北東のポコソン、ニューポートニューズの北西のウィリアムズバーグ、サフォークの西のフランクリンを加えた10市、および9郡にまたがっている。広域都市圏にはこの都市圏にノースカロライナ州の3郡が加わっている。バージニアビーチの人口が最も多いため、都市圏および広域都市圏の正式名称の最初にはバージニアビーチの名が冠せられているが、実際には都市圏の中心となっている都市はノーフォークである。

### 気候
ノーフォークの気候は、1年を通じて概ね温暖で、夏は蒸し暑くなる、海洋性の気候である。最も暑い月は7月で、月平均気温は26℃、最高気温の平均は31℃で、日中の最高気温が32℃（華氏90度）を超えることも珍しくない。冬は温暖で、最も寒い1月でも月平均気温は6℃、最低気温の平均は0℃である。降水量は6月から9月にかけて多く、月間100-150mmに達するが、その他の月は月間70-90mmほどで平均している。年間降水量は約1,210mmである。また、夏から秋にかけてはハリケーンがノーフォーク近辺の海上を通過していくことも多いが、上陸することはごくたまにしかない。ケッペンの気候区分では、ノーフォークはアメリカ合衆国大西洋岸や南部に広く分布している温暖湿潤気候（Cfa）に属する。
|               | 1月  | 2月  | 3月  | 4月  | 5月  | 6月   | 7月   | 8月   | 9月   | 10月 | 11月 | 12月 | 年      |
| ------------- | ---- | ---- | ---- | ---- | ---- | ----- | ----- | ----- | ----- | ---- | ---- | ---- | ------- |
| 平均気温（℃） | 5.6  | 5.8  | 9.7  | 14.6 | 19.2 | 23.5  | 25.6  | 25.1  | 22.4  | 16.9 | 11.4 | 6.6  | 15.6    |
| 降水量（mm）  | 99.1 | 86.4 | 99.1 | 81.3 | 99.1 | 106.7 | 147.3 | 139.7 | 109.2 | 81.3 | 73.7 | 88.9 | 1,211.8 |

### 都市概観と建築物

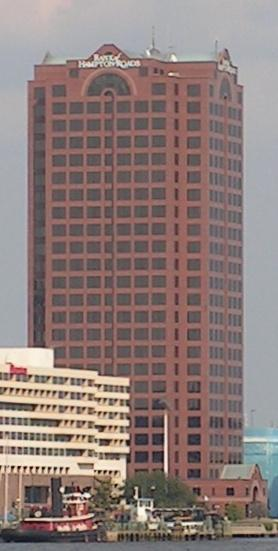
ドミニオン・タワー

ダウンタウンは市の南西部に広がっている。ノーフォークは複雑な地形に立地しているため、アメリカ合衆国内の他の多くの都市とは異なり、周辺の住宅地ではもとより、ダウンタウンでも街路は入り組んでいる。民間の港湾施設はダウンタウンの北西、東、および南側に集中しており、ハンプトン・ローズと共に沿岸内水路の一部となっているエリザベス川の河岸に設けられている。また、エリザベス川の対岸、ポーツマスにも多数の港湾施設がある。ノーフォーク海軍基地は市の北西部、ハンプロン・ローズに突き出すシーウェルズ・ポイントに立地している。市の北東部、チェサピーク湾側には、エリザベス河岸とは異なるなだらかな砂浜の海岸線が続き、住宅地が広がっている。
長い歴史を持つノーフォークには様々な建築様式の建築物が建ち並んできた。初期のノーフォークでは、中世のイギリスの家屋に似た、大きな煙突と茅葺屋根を持つ木造の家屋が多く建てられた。1682年に初めて区画が整備されると、17世紀後半の南部でよく見られたジョージア様式の建築物が建ち並んだ。独立戦争で街が焼き尽くされた後、復興したノーフォークにはフェデラル様式の建物が建ち並んだ。この頃に建てられたフェデラル様式のロウハウスは、現在のノーフォークにはほとんど残っていない。
19世紀に入ると、ノーフォークの街にはフェデラル様式をベースに、ポルチコの柱のオーダーや、扉・窓への古典主義建築のモチーフなど、新古典主義建築の要素を加えた建築物が建ち並んだ。フェデラル様式のロウハウスの玄関口には古代ギリシア式のポーチが付けられ、旧市庁舎、旧ノーフォークアカデミー、税関などの公共の建物にも古代ギリシア建築や古代ローマ建築の要素が加えられた。しかし1830年代に入ると、新古典主義建築は影をひそめ、代わりにゴシック・リバイバル様式の建築物が増えていった。
19世紀後半から20世紀に入ると、ノーフォークの街にも高層の建築物が建ち始めるようになった。現存する初期の高層建築物としては、1912年に建てられた、ダウンタウンに建つ12階建て、高さ48.7mのロイスター・ビルディングが挙げられる。また、20世紀前半のノーフォークにはアール・デコ調の建物も建ち並んだ。現存するアール・デコ調の建築物としては、ダウンタウンの郵便局庁舎が挙げられる。しかし、ノーフォークに高層建築物が本格的に建てられるようになったのは1960年代後半以降である。現在のノーフォークで一番高い建築物は、1987年に建てられた26階建て、高さ103.6mのドミニオン・タワーである。

## 政治
ノーフォークを含め、バージニア州の都市はすべて州法の規定で独立市となっている。そのため、ノーフォークは市であると同時に郡相当の自治体でもあり、郡と同等の行政サービスが提供され、郡庁所在地と同様に州の地方裁判所も置かれている。また、ノーフォークには州の地方裁判所のほか、連邦のバージニア州東部地方裁判所の1つが置かれている。
ノーフォークはシティー・マネージャー制を採っている。市の行政実務の最高責任者であるシティー・マネージャーは市議会によって選出される。シティー・マネージャーは、法や条例の施行の視認、各行政機関・部署の監督、予算案の作成、財政状況の把握に権限を有し、責任を負う。また、シティー・マネージャーには市議会への参加が義務付けられている一方で、投票権は有していない。一方、市長は「市の顔」として、専ら儀礼的な役割を果たす。市議会は7人の議員からなっており、市を5つに分けた「選挙区」から1名ずつ、またこの5選挙区とは別個に、市を2つに分けた「スーパー選挙区」から1名ずつが選出される。市長と市議会議員への重複立候補、2つ以上の選挙区への立候補、および、選挙区とスーパー選挙区への重複立候補は、いずれも一切認められていない。
連邦議会下院議員選挙においては、ノーフォークはバージニア第2選挙区と第3選挙区にまたがっており、市の概ね北半分がバージニアビーチと共に第2選挙区に、ダウンタウンを含む概ね南半分がポーツマスやニューポートニューズと共に第3選挙区に属している。第2選挙区においては共和党の勢力がやや強いが、第3選挙区においては民主党の勢力が非常に強い。

## 経済

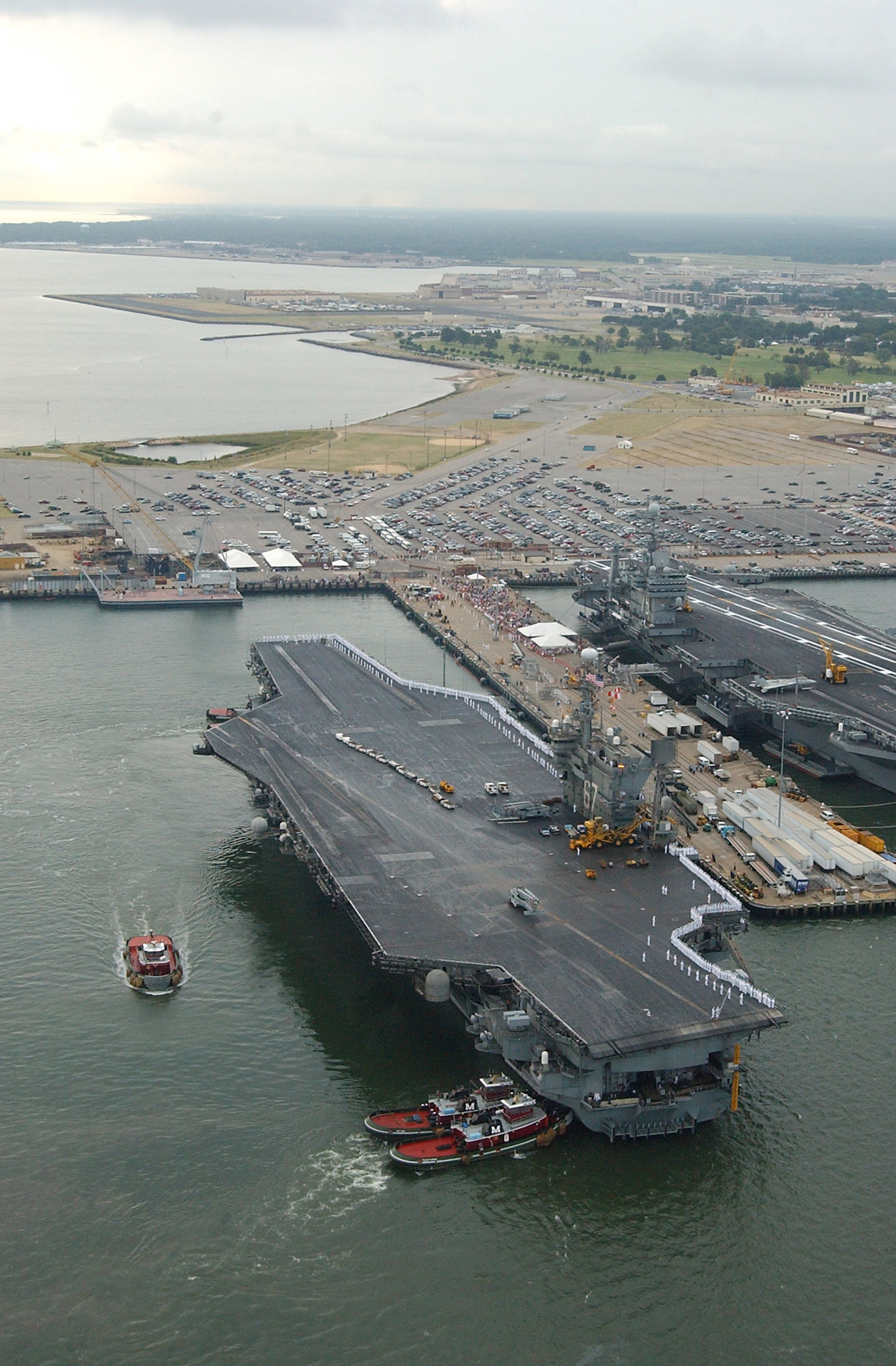
ノーフォーク海軍基地に入港する空母ジョン・F・ケネディ

### 軍港
ノーフォークは軍事の中心地であり、特にアメリカ合衆国海軍にとっては重要な地である。市の北西部、ハンプトン・ローズに突き出すシーウェルズ・ポイントに立地するノーフォーク海軍基地は、総面積4,631エーカー（約18.74km²）の敷地に14の埠頭と15のハンガーを有し、78隻の艦船と133機の戦闘機が母港とする、世界最大の海軍基地である。この基地には艦隊総軍、海兵隊総軍およびNATOの変革連合軍が司令部を置いている。また、ハンプトン・ローズの対岸、ハンプトンに立地するラングレー空軍基地には航空戦闘軍団が司令部を置いている。ハンプトン・ローズ都市圏全体では、駐屯している海軍軍人・海兵隊員は108,000人を数え、海軍だけでも41,000人の民間人を雇用し、23,000人の退役軍人が住んでいる。
海軍の街であるノーフォークとハンプトン・ローズ都市圏は軍需産業、特に造船業のメッカである。エリザベス川の対岸、ポーツマスには、海軍最大規模、かつ最長の歴史を持つノーフォーク海軍造船所が立地している。ハンプトン・ローズの対岸、ニューポートニューズには、ニミッツ級航空母艦を建造できる全米で唯一の造船所であるニューポートニューズ造船所が立地する。また、軍需産業の世界最大手であるBAEシステムズの北米法人は、艦船修理部門の本部をノーフォークに置いている。
この地域における国防総省の支出は、2010年には2000年時点のほぼ2倍、年間200億ドルに達した。ハンプトン・ローズ都市圏における2000年代の10年間の地域経済成長額のうち、その3/4以上は国防総省の支出の増加分が占めた。この国防総省による支出の増加のため、リーマン・ショック後の不況下においても、ハンプトン・ローズ都市圏の失業率は全米平均より2ポイント低い数値であった。

### 商港

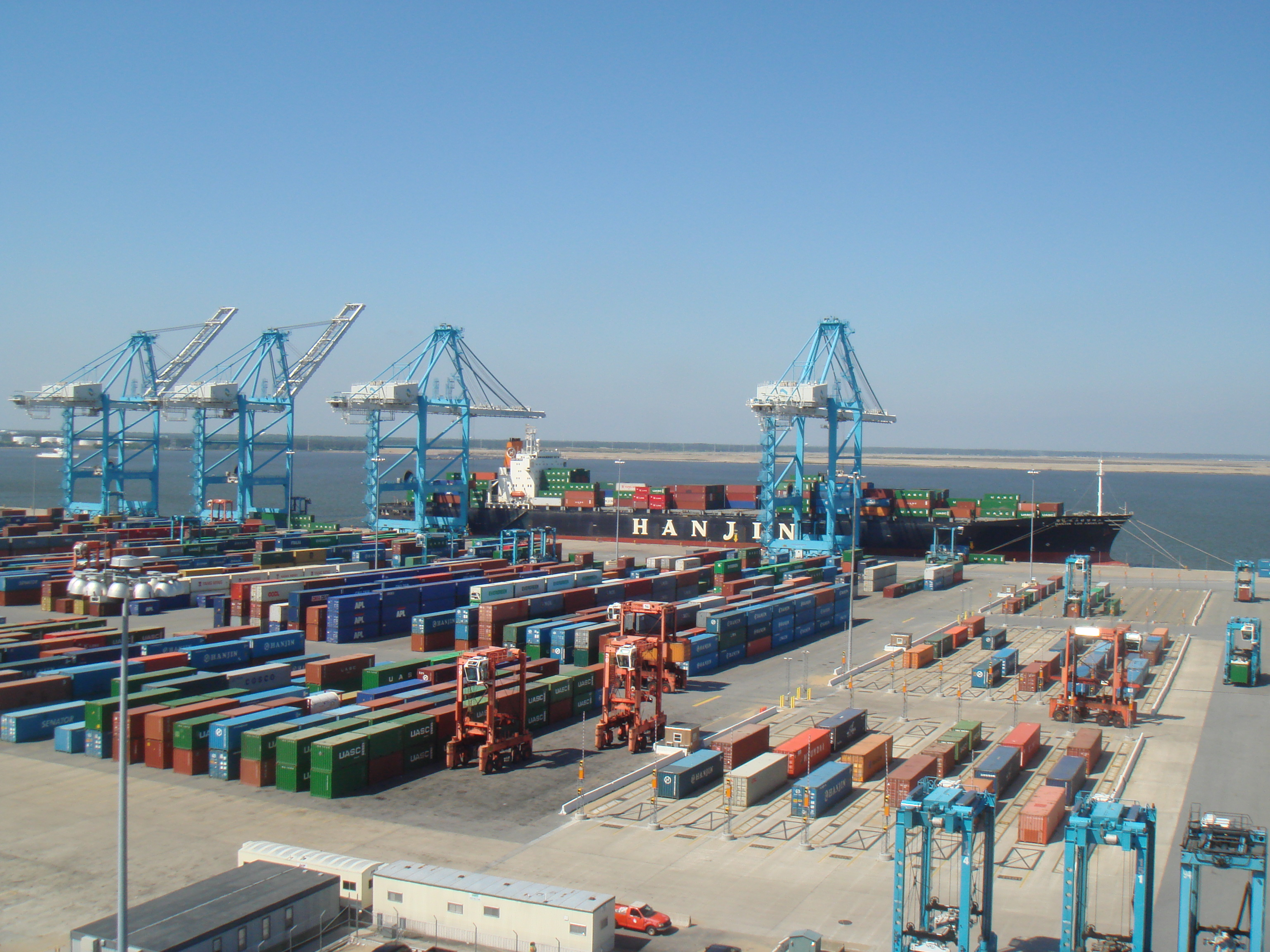
ノーフォーク国際ターミナル

ノーフォークおよびハンプトン・ローズ都市圏において、その地域経済に与える影響という点で重要度が軍に次いで高いのが船舶貨物である。バージニア港湾局（VPA）はノーフォークに本部を置き、ハンプトン・ローズ都市圏内にノーフォーク国際ターミナル、ポーツマス海運ターミナル、ニューポートニューズ海運ターミナルの3ヶ所のターミナルを有し、ばら積み貨物と海上コンテナ貨物の両方を扱っている。その3ヶ所のターミナルの中でも最大のものが、ノーフォーク海軍基地のすぐ南に立地するノーフォーク国際ターミナルである。このコンテナターミナルは世界最大級の揚程245フィート（約74.7m）のガントリークレーンを14基備え、コンテナ27列の幅を持つコンテナ船に対応することができる。チェサピーク湾口からこのターミナルへと至る水路の水深は50フィート（約15.2m）に維持されている。VPAの管轄する3ヶ所の港湾施設をすべて合算すると、2010年の年間貨物取扱量はコンテナ貨物190万TEU（輸入100万TEU、輸出90万TEU）、ばら積み貨物23万tで、大西洋岸ではニューヨーク・ニュージャージー港、サバンナ港に次ぐ量であった。
これら3ヶ所のターミナルに加えて、2007年8月にはポーツマスにAPMターミナルが完成した。このターミナルは6基のガントリークレーンを備え、100万TEUのコンテナ貨物を取り扱うことのできる、私企業が所有するコンテナターミナルとしては北米最大規模のものである。2010年7月、VPAは20年リース契約でこのターミナルの管理権を得た。
ノーフォーク国際ターミナルの南、オールド・ドミニオン大学のキャンパスの南西に立地するランバーツ・ポイント埠頭は北半球最大の石炭積出港である。バージニア州内やウェストバージニア州、ケンタッキー州で産出された歴青炭は鉄道でこの埠頭に集められ、船に積み出される。この埠頭から国内外に向けて積み出される石炭の量は年間4,800万tに達する。
商港、とりわけコンテナ港としての地位から、ノーフォークには多数の海運会社が営業、流通、ロジスティクスの拠点を置いている。また、ノーフォークには、世界最大の海運会社A.P. モラー・マースクのアメリカ合衆国法人であるマースク・ラインをはじめ、フランスのCMA CGMやイスラエルのZIMといった、世界的な海運会社が北米本部を置いている。これらの海運会社の多くはダウンタウンのワールド・トレード・センター・ノーフォークや、ノーフォーク国際空港に近いレイク・ライト・エグゼクティブ・センターなどに事業所を置いている。

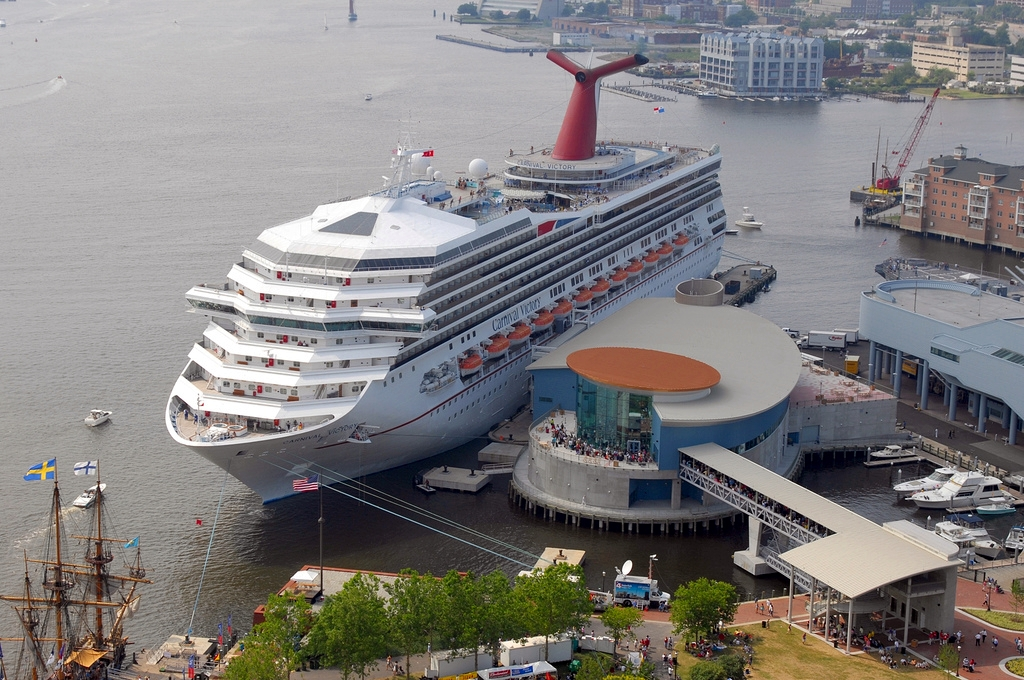
ハーフムーン・クルーズ・アンド・セレブレーション・センター

### 観光業
ハンプトン・ローズ都市圏における観光業は、長い間バージニアビーチやウィリアムズバーグが中心地となって発展してきたが、ノーフォークにおいても、ダウンタウンの再生やクルーズ船桟橋の整備によって、観光業が発展しつつある。2007年4月には、市とVPAが3,600万ドルを投じて建設を進めたクルーズ船ターミナル、ハーフムーン・クルーズ・アンド・セレブレーション・センターがクルーズ船桟橋の隣に完成した。このターミナルは世界第2のクルーズ船会社であるロイヤル・カリビアン・インターナショナルが母港としている。ダウンタウンにあって至便なこのターミナルは旅行者とクルーズ船会社の両方から高い評価を得ている。2009年には、ノーフォークは全米で最高、世界でもベニスに僅差の2位の乗船客評価を得ている。

### その他の産業
軍需産業や海運業、観光業以外にも、ノーフォークおよびハンプトン・ローズ都市圏には様々な産業が興っている。ハンプトン・ローズ都市圏内には、フォーチュン500に入る企業が4社本社を置いている。
| ハンプトン・ローズ都市圏に本社を置くフォーチュン500企業 | ハンプトン・ローズ都市圏に本社を置くフォーチュン500企業 | ハンプトン・ローズ都市圏に本社を置くフォーチュン500企業 | ハンプトン・ローズ都市圏に本社を置くフォーチュン500企業 |
| 順位                                                    | 企業名                                                  | 業種                                                    | 本社所在地                                              |
| ------------------------------------------------------- | ------------------------------------------------------- | ------------------------------------------------------- | ------------------------------------------------------- |
| 163                                                     | スミスフィールド・フーズ                                | 食品                                                    | スミスフィールド                                        |
| 287                                                     | ノーフォーク・サザン鉄道                                | 運輸                                                    | ノーフォーク                                            |
| 397                                                     | ダラー・ツリー                                          | 小売                                                    | チェサピーク                                            |
| 404                                                     | アメリグループ                                          | 保険                                                    | バージニアビーチ                                        |

ノーフォークに本社を置く主な企業としては、上述のノーフォーク・サザン鉄道のほか、出版業のドミニオン・エンタープライゼズ、行動・精神医療のFHCヘルスシステムズ、債権回収のポートフォリオ・リカバリー・アソシエイツ、軍・警察・警備員・アウトドアを中心とした各種衣料品のブラックホーク・プロダクツ・グループが挙げられる。また、フォードは、1925年から2007年までノーフォークに工場を置き、モデルTセダンやステーションワゴン、F-150ピックアップトラックを生産していた。

## 交通

I-64のハンプトン・ローズ・ブリッジ・トンネル

ノーフォークを含むハンプトン・ローズ都市圏の玄関口となる空港は、ダウンタウンの北東約5.5km、バージニアビーチとの市境のすぐ内側に位置するノーフォーク国際空港（IATA: ORF）である。この空港には3大航空会社（デルタ航空・アメリカン航空・ユナイテッド航空）のほか、格安航空会社も就航しており、21都市25空港への直行便が就航している。また、ハンプトン・ローズの対岸、ニューポートニューズ市北西部に立地するニューポートニューズ・ウィリアムズバーグ国際空港（IATA: PHF）にはデルタ航空によるアトランタへの便やアメリカン航空によるシャーロットへの便が就航しており、ハンプトン・ローズ都市圏における第2空港としてノーフォーク国際空港を補完する役割を果たしている。
ハンプトン・ローズ都市圏、州都リッチモンド、アパラチア山脈東麓の山岳地帯を結び、バージニア州を東西に横断する州間高速道路I-64は、ハンプトン・ローズ都市圏では4本の支線（I-264・I-464・I-564・I-664）とともに、ノーフォークを中心とする環状線や放射線として高速道路網を形成している。I-64本線はハンプトンからハンプトン・ローズ・ブリッジ・トンネルでハンプトン・ローズを渡り、ハンプトン・ローズ環状線の東側と南側を成している。I-664はハンプトンでI-64本線と分岐してニューポートニューズのダウンタウンを通り、モニター・メリマック・メモリアル・ブリッジ・トンネルでハンプトン・ローズを渡ってハンプトン・ローズ環状線の西側を成す。I-264はハンプトン・ローズ環状線内の中央を横切り、ノーフォークのダウンタウンを通り、東へバージニアビーチへと通ずる。I-464はノーフォークのダウンタウンから南へ、チェサピークへと通ずる。I-64とのジャンクションを過ぎると高速道路規格のままバージニア州道168号線となり、チェサピーク市域を縦断してノースカロライナ州との州境近くまで延びている。I-564は全線がノーフォーク市域内にあり、I-64本線から分岐してノーフォーク海軍基地へと至る。また、チェサピーク湾には、ノーフォーク・バージニアビーチとデルマーバ半島とを結ぶ、全長17.6マイル（約28.3km）のチェサピーク・ベイ・ブリッジ・トンネルが架かっている。

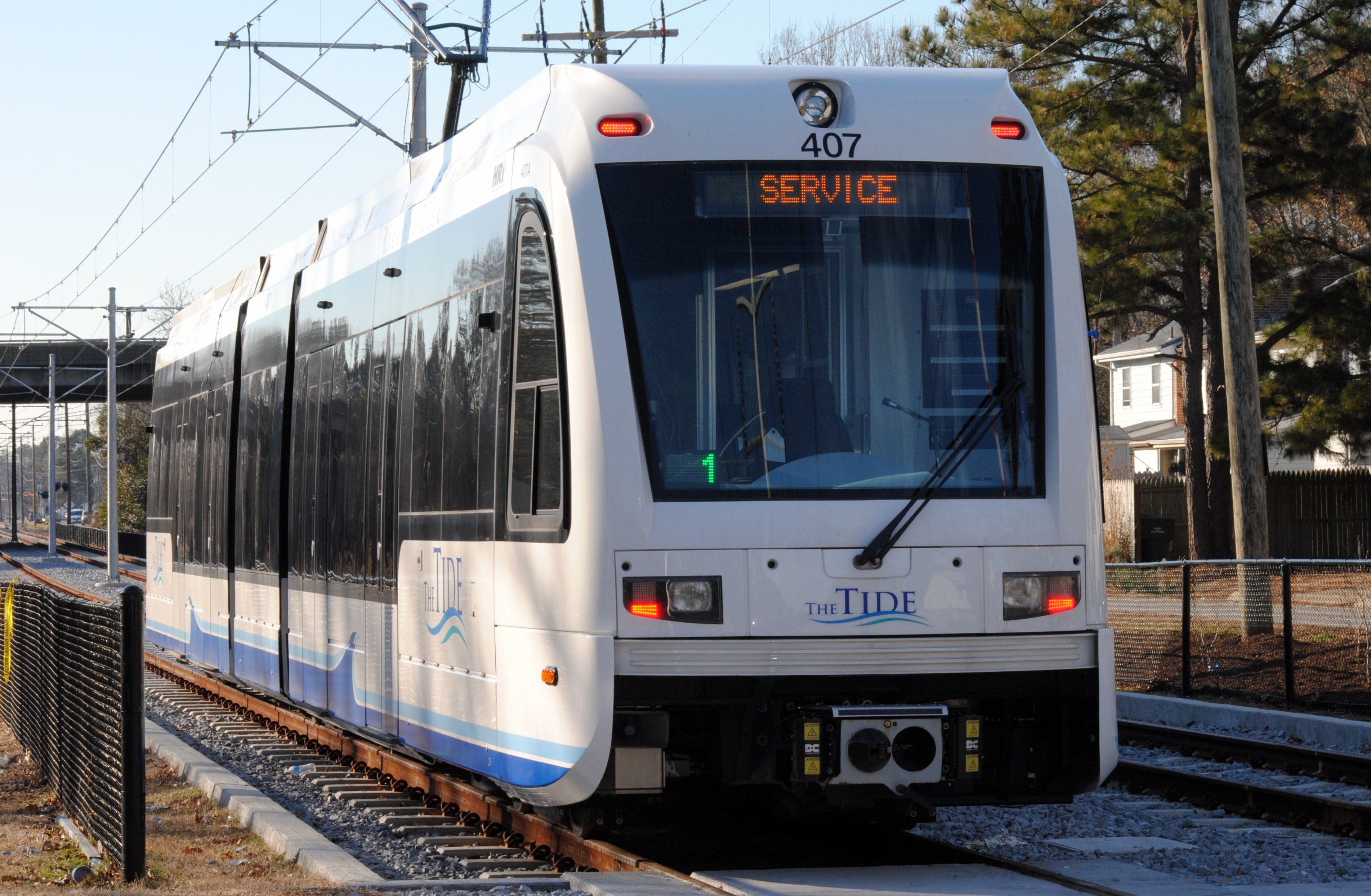
タイド（ライトレール）

ノーフォーク駅は、アムトラックのターミナル駅である。ニューヨーク・ボストン方面への北東回廊の長距離列車が発着する。グレイハウンドのバスターミナルはダウンタウンの北、スコープ・アリーナ（後述）の近くにあり、リッチモンド方面やローリー方面の中長距離バスが発着する。
ハンプトン・ローズ都市圏内の公共交通はハンプトン・ローズ交通（HRT）の運行する路線バスが主である。HRTの路線バス網は、ノーフォークを中心に、ハンプトン・ローズ都市圏の7市をカバーしているほか、ウィリアムズバーグへも通じている。また、HRTは、ノーフォークのダウンタウンとポーツマスのオールド・タウンを結ぶ、エリザベス川を渡るフェリーも運航している。これに加え、2011年8月には、タイドというHRTのライトレールが営業を開始した。このライトレールはダウンタウンの北西に立地する東バージニア医療センターからダウンタウンを横断し、バージニアビーチとの市境近くのニュータウン・ロードまで、全長7.4マイル（11.9km）を走る。

## 医療

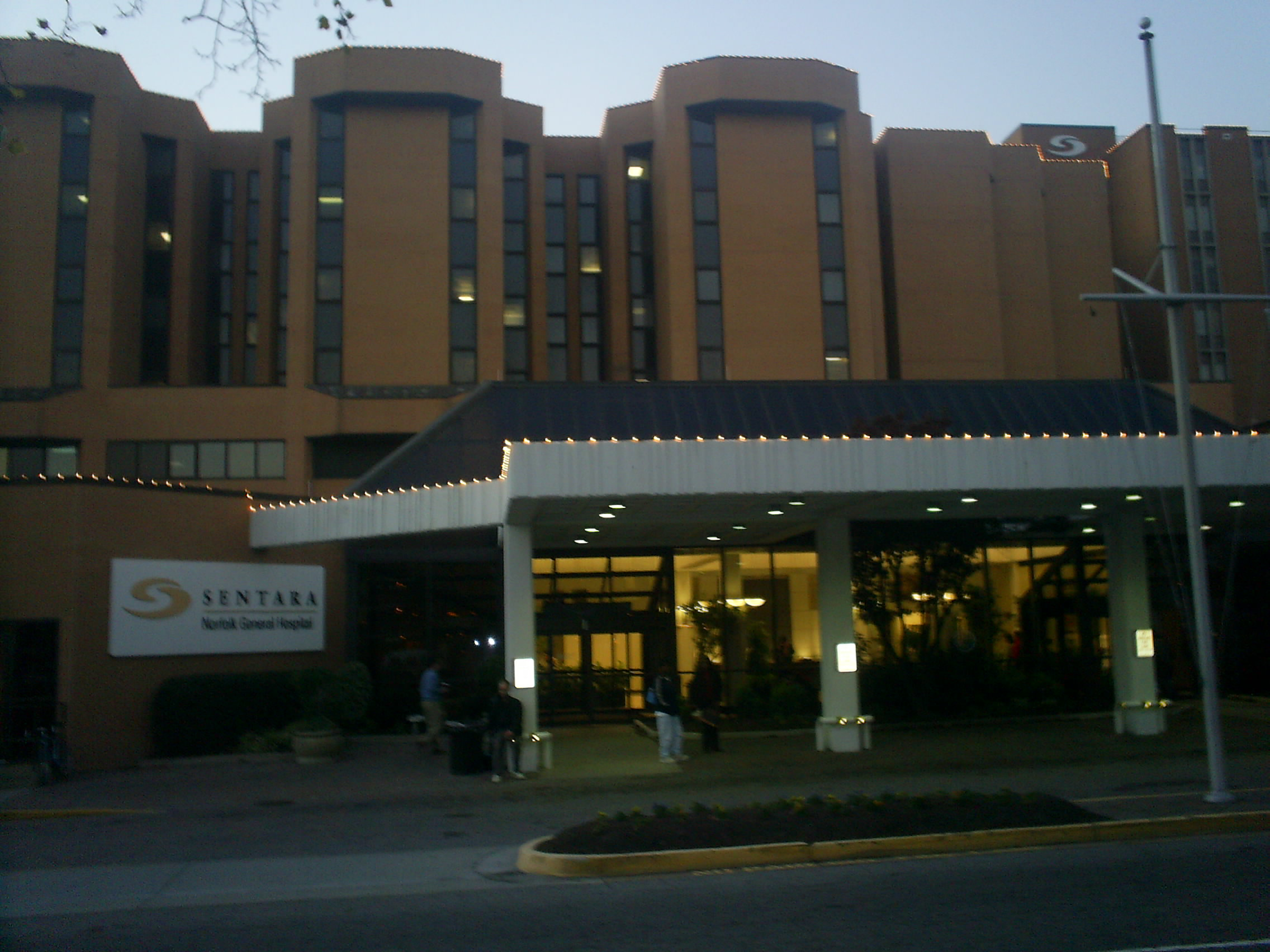
センタラ・ノーフォーク総合病院

ダウンタウンの北西、ゲント地区には東バージニア医学校、センタラ・ノーフォーク総合病院、センタラ心臓病院、およびキングス・ドーターズ小児病院からなる東バージニア医療センターが立地している。東バージニア医学校は、1960年代まで医師養成機関の無かったこの地に、地元からの要請を受けて1973年に開校したメディカルスクールである。東バージニア医療センターに立地する3つの病院はすべて、この地域における中心的な医療施設であると同時に、東バージニア医学校の教育・研究・実習施設を兼ねている。
センタラ・ノーフォーク総合病院は、1888年にダウンタウンに設置された25床の小さな病院から始まり、現在では525床を有する総合病院となった。同院はハンプトン・ローズ地域に複数の病院を持ち、主要な医療システムとなっているセンタラ・ヘルスケアの中心となっている病院で、ハンプトン・ローズ地域で唯一、重傷の患者に対し24時間体制で救急医療を施すことのできる、レベルIのトラウマ・センターに指定されている。1981年には、全米の病院で初めて、体外受精による新生児が同院で誕生した。センタラ心臓病院は、その名が示す通り心臓内科および心臓外科に特化した病院で、診断から開心術、心臓移植に至るまで、高度かつ総合的な治療を行う。同院はUSニューズ&ワールド・レポートの病院ランキングの心臓部門では、全米でも常に上位に位置づけられている。キングス・ドーターズ小児病院は1961年に設置された、小児科に特化した病院で、バージニア州では唯一、全米でもわずか43院しかない小児科専門病院の1つである。

## 教育

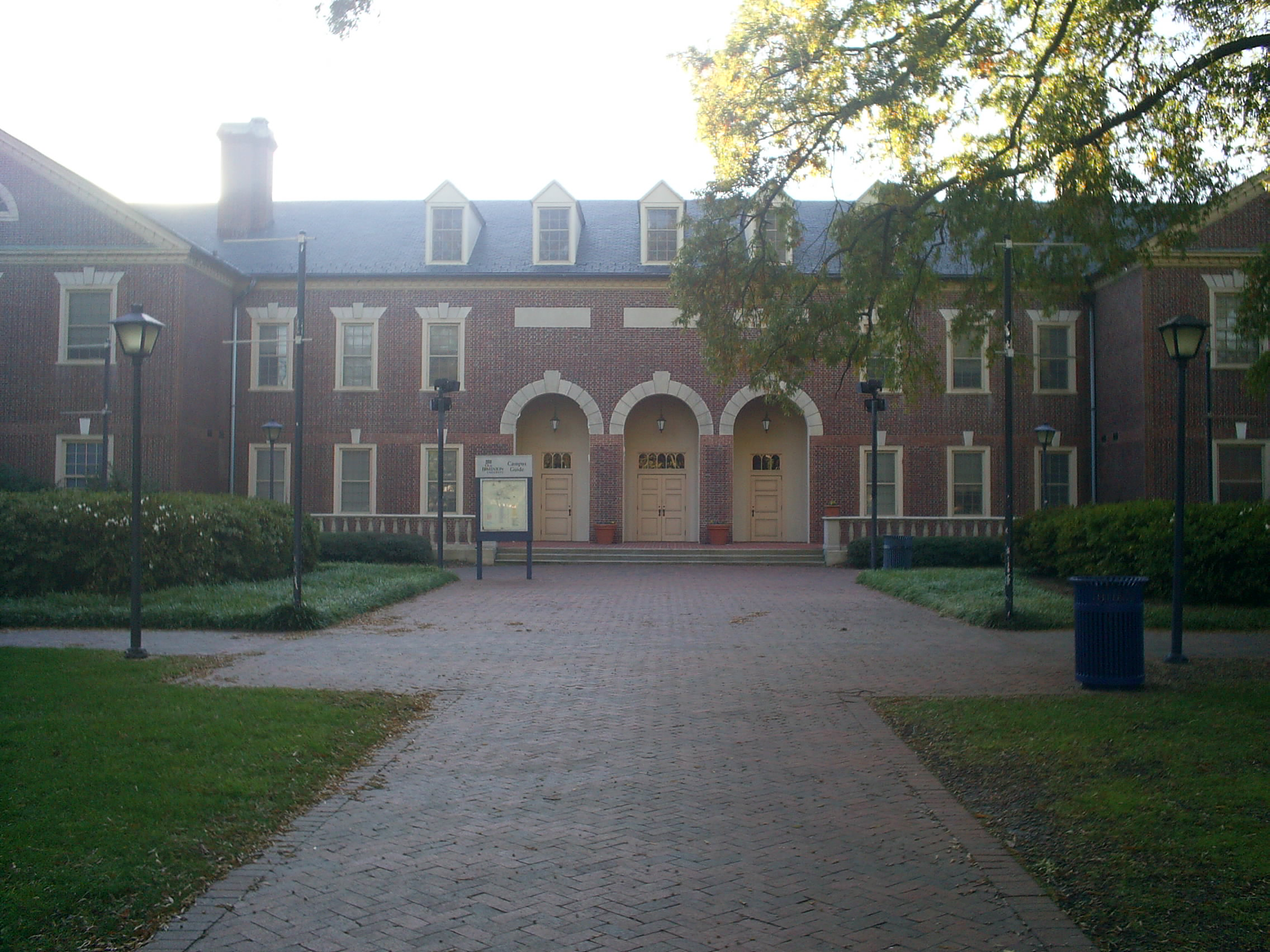
オールド・ドミニオン大学

ノーフォークには3校の4年制大学が立地している。オールド・ドミニオン大学はダウンタウンの北西約5kmに188エーカー（約760,000m²）のキャンパスを構えている。同学は1930年にウィリアム・アンド・メアリー大学のノーフォーク分校として開校し、1962年に分離・独立した。現在では、同学は学部に68、大学院修士課程に55、博士課程に41の専攻プログラムを持ち、学部生約18,000人、大学院生約6,000人を抱える州立総合大学となっている。また、同学は陸軍予備役将校訓練課程（ROTC）を有しており、ノーフォーク州立大学・ハンプトン大学とともにハンプトン・ローズ海軍予備役将校訓練課程（NROTC）にも参加している。ダウンタウンの東にキャンパスを構えるノーフォーク州立大学は、1935年に創立された州立の中規模総合大学で、教養教育に重きを置いている。同学は、もともとはアフリカ系アメリカ人に高等教育の機会を与えるために設立された大学で、人種共学化がなされた現在においても、約7,000人の学生の8割以上はアフリカ系アメリカ人である。バージニア・ウェズリアン大学は、1961年に創立されたメソジスト系のリベラル・アーツ・カレッジで、約1,400人の学生を抱え、ノーフォークとバージニアビーチにまたがる300エーカー（約1,200,000m²）のキャンパスを構えている。
ノーフォークにおけるK-12課程は、ノーフォーク公立学区の管轄下にある公立学校によって支えられている。同学区は小学校35校、中学校9校、高校5校（うち1校は夜間部併設）を有している。また、ノーフォーク市内には私立の学校もいくつか立地している。その中でも最も長い伝統を持つのは、1728年に創立されたノーフォーク・アカデミーである。同校は市の東部、バージニア・ウェズリアン大学の隣に64エーカー（約260,000m²）の敷地を有し、1年生から12年生までの約1,200人の児童・生徒を抱え、小中高一貫教育を行っている。また、1840年にグリーク・リバイバル様式で建てられた同校の校舎は国家歴史登録財に指定されている。
ノーフォーク公立図書館は、ダウンタウンに立地するノーフォーク・メイン図書館のほか、市内10ヶ所に図書館を置いている。同図書館システムは1904年にバージニア州初の公立図書館システムとして設置されて以来、あらゆる世代の識字教育に加え、市政府の文書保管という役割も有しており、収集・保管されている資料は19世紀のものにまで遡る。

## 文化

### 文化施設と芸術

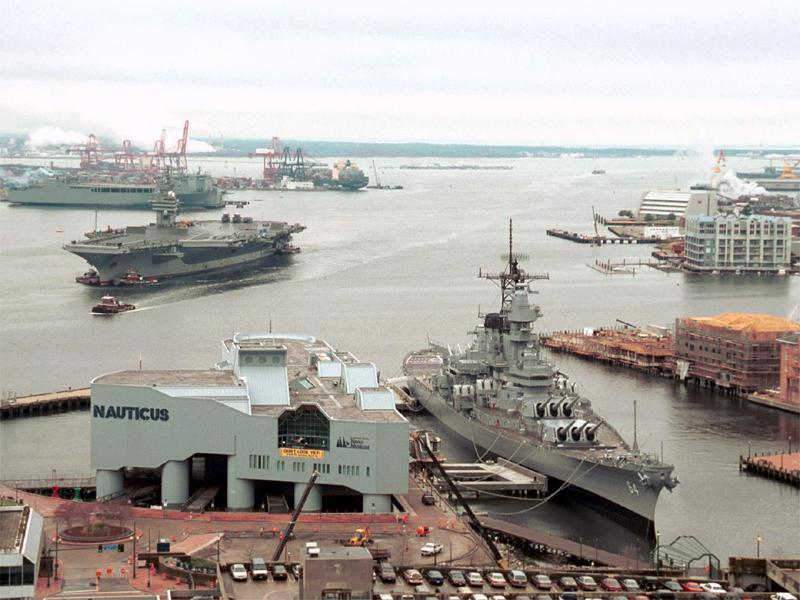
ノーティカスと戦艦ウィスコンシン

1994年に開館した国立海洋センターノーティカスはダウンタウンのエリザベス河畔に立地している。同館は海軍、軍艦や気象に関する、手で触れて学ぶことのできる展示物を主に展示している。また、同館の劇場ではジェームズタウン博覧会での海軍の軍事パレードや、戦艦設計に関する映像を上映している。館内には見学者が近代海軍を疑似体験できるシミュレーションゲームコーナーや、チェサピーク湾に生息するカブトガニ、ヒトデ、ヤドカリ、ウニなどの海生生物を飼育する水族館もある。ノーティカスに隣接するドックには、第二次世界大戦（太平洋戦争）や朝鮮戦争、湾岸戦争で活躍した戦艦ウィスコンシンが係留され、記念艦として保存されている。ノーティカスの2階はハンプトン・ローズ海軍博物館となっており、海軍の歴史に関する事物を展示している。また、ノーティカスの隣にはハーフムーン・クルーズ・アンド・セレブレーション・センターおよびクルーズ船桟橋が立地している。

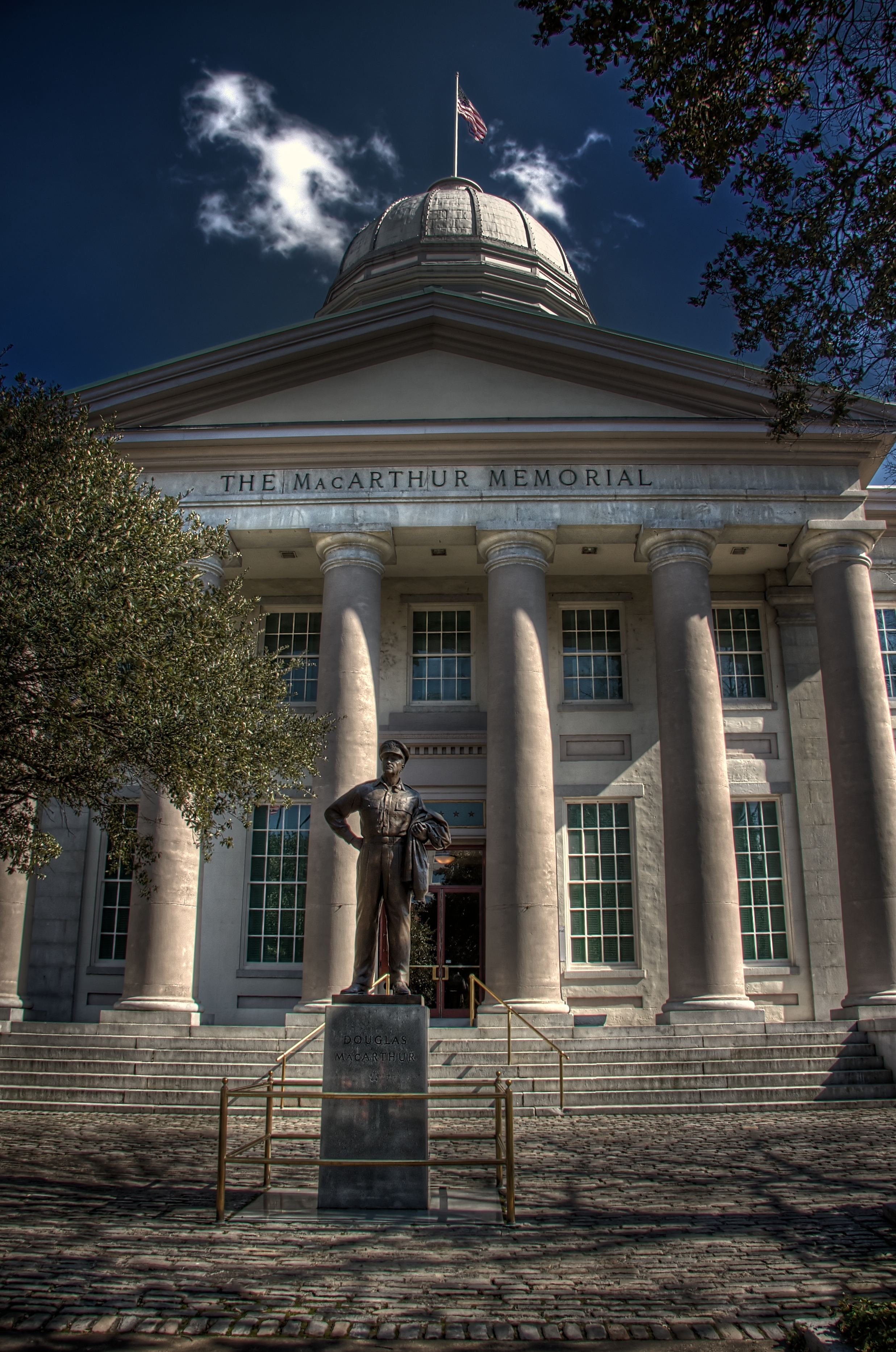
マッカーサー記念館

ノーティカスから東へ約400m、ダウンタウンのマッカーサー・スクエアには、19世紀の市庁舎をそのまま記念館としたダグラス・マッカーサー記念館が立地している。館内にはマッカーサー夫妻の墓や、博物館、図書館が設けられている。博物館には軍関連品だけでなく、マッカーサーのトレードマークであったコーンパイプなどの私物も多数展示されている。また、伊万里、九谷、薩摩の磁器や有線七宝など、マッカーサーが持ち帰った日本の工芸品も展示されている。建物は「旧ノーフォーク市庁舎」として国家歴史登録財に指定されている。記念館の正面にはマッカーサーの銅像が立っている。

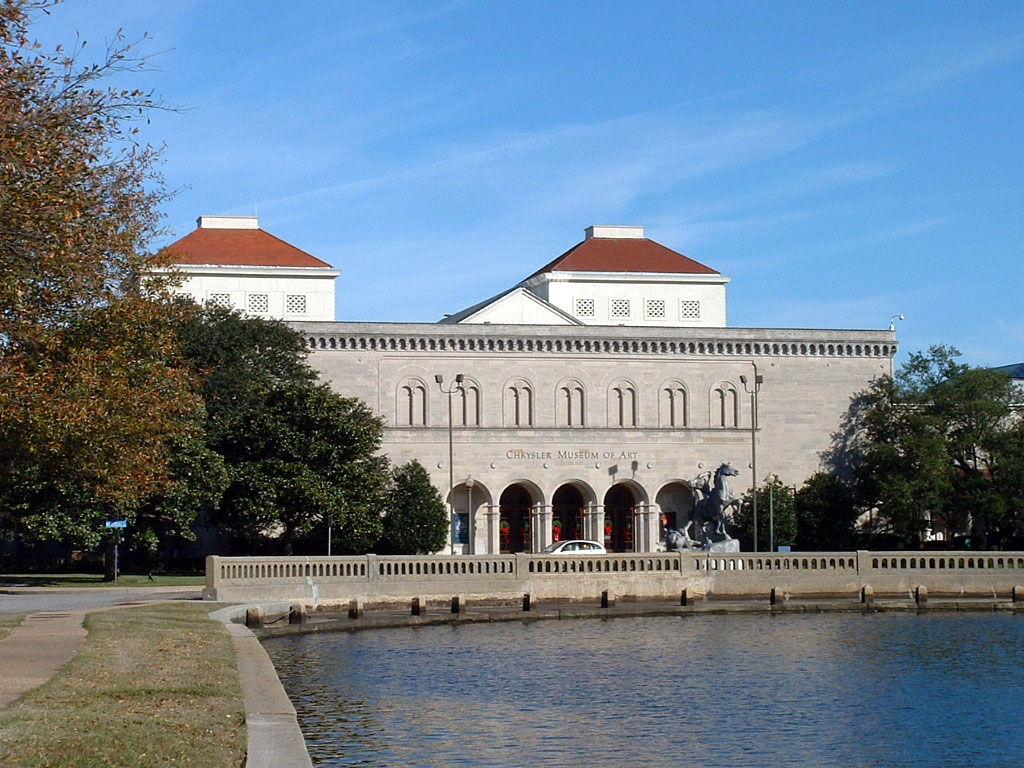
クライスラー美術館

ゲント地区に立地するクライスラー美術館はノーフォークやハンプトン・ローズ都市圏のみならず南部でも有数の美術館である。同館のコレクションは古代から現代まで5,000年にわたり、アメリカ絵画・彫刻、ヨーロッパ絵画・彫刻、現代美術、装飾芸術、ガラス工芸、写真と分野的にも多岐にわたるもので、その数も約30,000点にのぼる。また、アフリカ、アジア、先コロンブス期の中南米、イスラムの作品も展示されている。同館は、もともとは1933年にノーフォーク美術館・科学博物館として開館したが、1971年に自動車王ウォルター・クライスラーの息子、ウォルター・P・クライスラー・ジュニアから大量の美術作品の寄贈を受けて現在の規模になり、現称に改められた。
ハーミテージ財団美術館は市の北西部、ノーフォーク海軍基地やノーフォーク国際ターミナルの近くに立地している。同館は20世紀初頭に建てられた、「隠れ家」を意味する「ハーミテージ」（Hermitage）と名付けられたスローン家の豪邸を美術館に転用したものである。同館のコレクションはスローン夫妻が残したもので、古代中国の銅像、チョーラ朝時代のインドの銅像、スペインのイコンや家具、ヨーロッパの陶器や絵画、ドイツのステンドグラス、アメリカ合衆国の絵画や彫刻など2,800点にのぼる。また、同館の12エーカー（約48,600m²）の敷地には円形の庭園、森林、湿地が配され、様々な花木が植えられており、野鳥も飛来する。

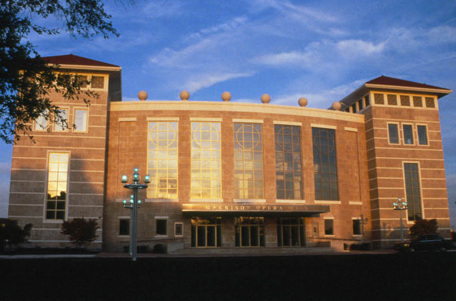
ハリソン・オペラハウス

バージニア・オペラはゲント地区に立地するハリソン・オペラハウスを本拠としている。同歌劇団は1974年にノーフォークで結成され、その後リッチモンドとフェアファックス（ワシントンD.C.郊外）にも支部を設立したが、現在も年間32公演のうち半分をノーフォークで行っている。1968年に設立されたノーフォークの劇団、バージニア・ステージ・カンパニーはダウンタウンのウェルズ・シアターで公演を行い、施設をガバナーズ芸術学校と共有している。1920年に設立されたバージニア・シンフォニー管弦楽団は、クラシックのほかポップスや家族連れ向けのコンサートも行っている。同楽団はダウンタウンの北、ノーフォーク・スコープの敷地内にあるクライスラー・ホールのほか、バージニアビーチ、ニューポートニューズ、およびウィリアムズバーグでも公演を行っている。

### スポーツ

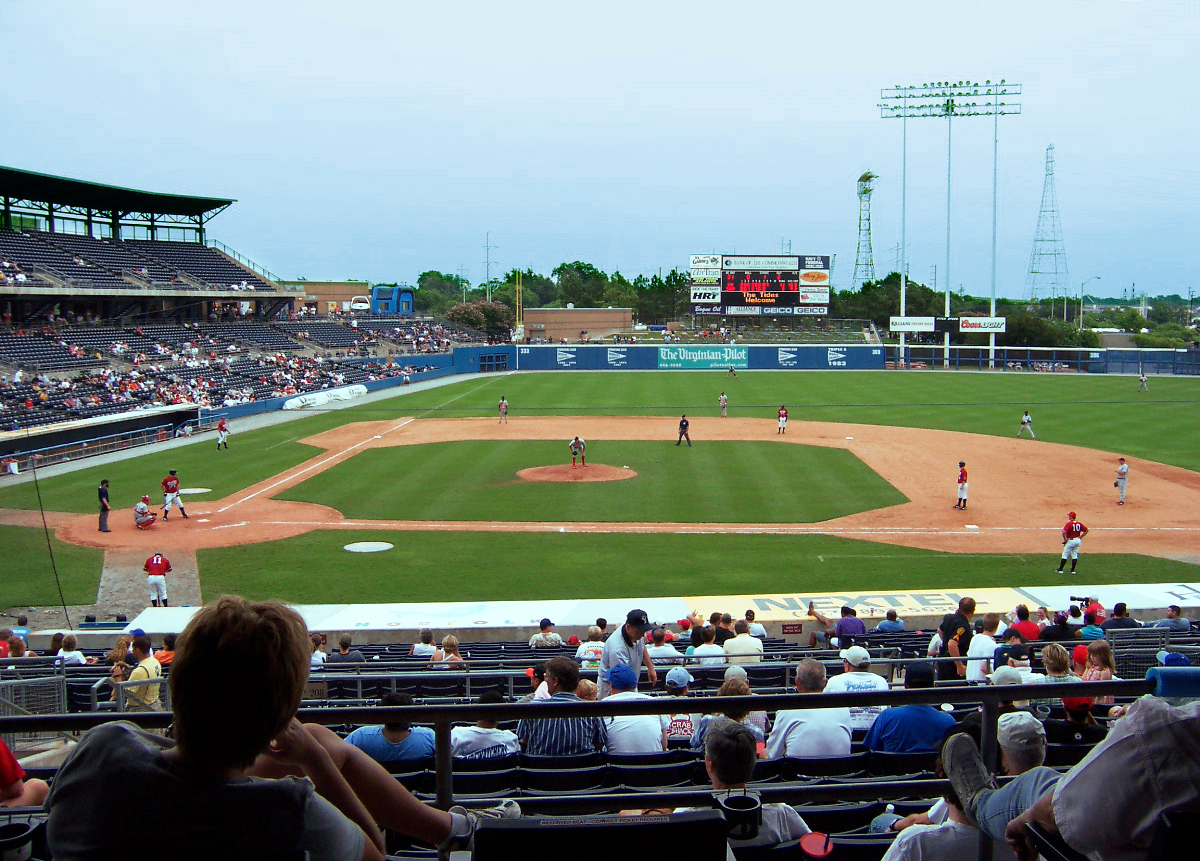
ハーバー・パーク

ノーフォークには4大メジャープロスポーツのチームこそ置かれていないが、その下部リーグのチームはいくつか置かれている。MLBのボルチモア・オリオールズ傘下のマイナーリーグチーム、ノーフォーク・タイズはAAA級のインターナショナルリーグ南地区に所属している。タイズはエリザベス川東支流河畔のハーバー・パークを本拠地としている。タイズはこれまでに5度のリーグ優勝を果たしており、1983年にはAAA級優勝を果たしている。新庄剛志、石井一久、高津臣吾も在籍した。NHLのタンパベイ・ライトニング傘下のノーフォーク・アドミラルズは、アメリカン・ホッケー・リーグの東カンファレンス東地区に所属している。アドミラルズはダウンタウンの北に立地する多目的アリーナ、ノーフォーク・スコープ・アリーナでホームの試合を行っている。
かつて、1970年から1976年にかけては、ノーフォークにはアメリカン・バスケットボール・アソシエーション（ABA）のバージニア・スクワイアーズが本拠を置いていた。スクワイアーズはノーフォークの2ヶ所（ノーフォーク・スコープ・アリーナおよびオールド・ドミニオン大学フィールドハウス）のほか、ハンプトン、リッチモンド（2ヶ所）、およびロアノークでもホームの試合を行っていた。しかし、1976年5月にリーグが消滅すると、チームも解散した。
オールド・ドミニオン大学およびノーフォーク州立大学はNCAAのディビジョンI、バージニア・ウェズリアン大学はNCAAのディビジョンIIIにそれぞれ所属している。中でも、オールド・ドミニオン大学の女子バスケットボールチーム、レディー・モナークスは強豪の1つに数えられており、カンファレンスでは常勝で、全米優勝もこれまでに3度果たしている。
1977年6月9日、スコープでNWAノースアメリカンタッグ選手権試合・王者チームタイガー・ジェット・シン、上田馬之助 vs 挑戦者チーム坂口征二、ストロング小林戦が行われ、坂口がレフェリーを突き飛ばして反則負けした。
力道山が生涯の目標とした20世紀最大のレスラー"鉄人"ルー・テーズが1980年代後半にVirginia Wrestling Academy、通称ルー・テーズ道場を開校し後進の指導にあたり、日本からもセッド・ジニアス、元大相撲横綱双羽黒（北尾光司）、蝶野正洋、田村潔司が入門している。スコープ・コロシアムではプロレス団体NWA、WCW、WWEなどが頻繁に大会を開催し、全米向けPPVも行われていた。

### 公園とレクリエーション

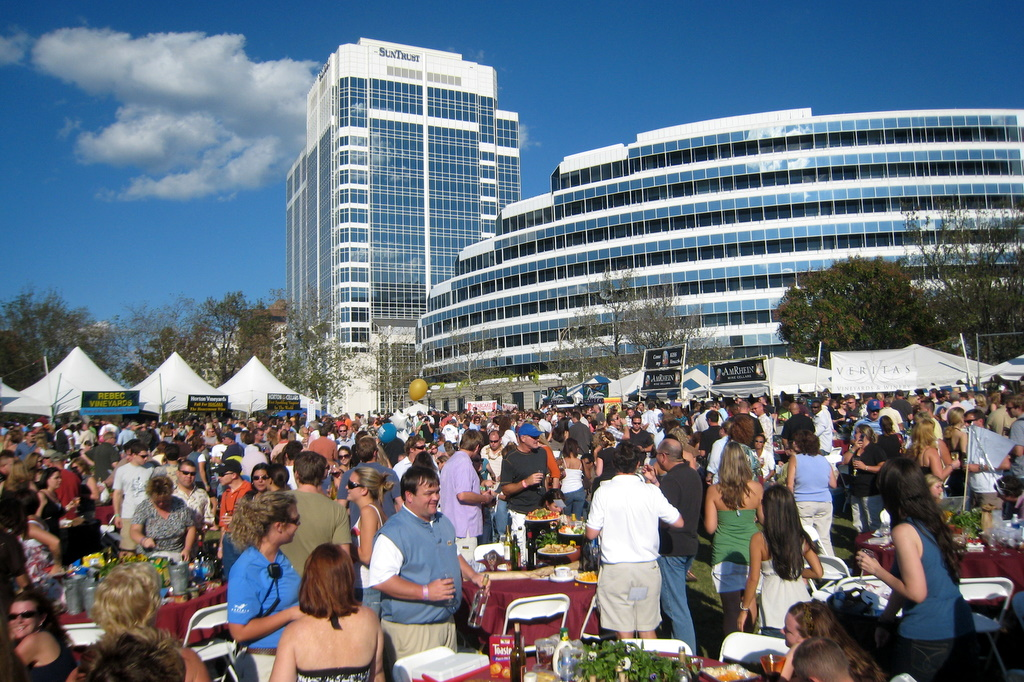
タウン・ポイント・パークでの秋のバージニア・ワイン・フェスティバル

ダウンタウンの南西端、ノーティカスおよびハーフムーン・クルーズ・アンド・セレブレーション・センターのすぐ南に、エリザベス川に沿って広がるタウン・ポイント・パークでは数多くのイベントが催される。中でも、毎年6月に行われるハーバーフェストはハンプトン・ローズ都市圏最大のイベントである。会期中の3日間、園内にはチェサピーク湾や近海の蟹、海老、牡蠣、帆立貝などの海産物を使った料理、メリーランドのクラブケーキ、ノースカロライナのバーベキューといった地元料理や、Tシャツなどの各種グッズを販売する屋台が建ち並び、特設ステージではコンサートが行われる。ハーバーフェストのイベントの1つであるパレード・オブ・セイルでは、大型艦船、軍艦、ヨットなど大小様々な船舶がエリザベス川を行き交う。また、2日目の土曜日の夜にはエリザベス川に浮かぶはしけから花火が打ち上げられる。
ハーバーフェストのほかにも、タウン・ポイント・パークではバイユー・ブーガルー・アンド・ケイジャン・フード・フェスティバル（6月下旬）、独立記念日、ノーフォーク・ジャズ・フェスティバル（7月下旬）、ノーフォーク・ラティーノ・ミュージック・フェスティバル（8月下旬）、オペラ・イン・ザ・パーク・コンサート（9月、バージニア・オペラ主催）、春と秋のバージニア・ワイン・フェスティバル（春: 5月、秋: 10月）といったイベントが行われる。

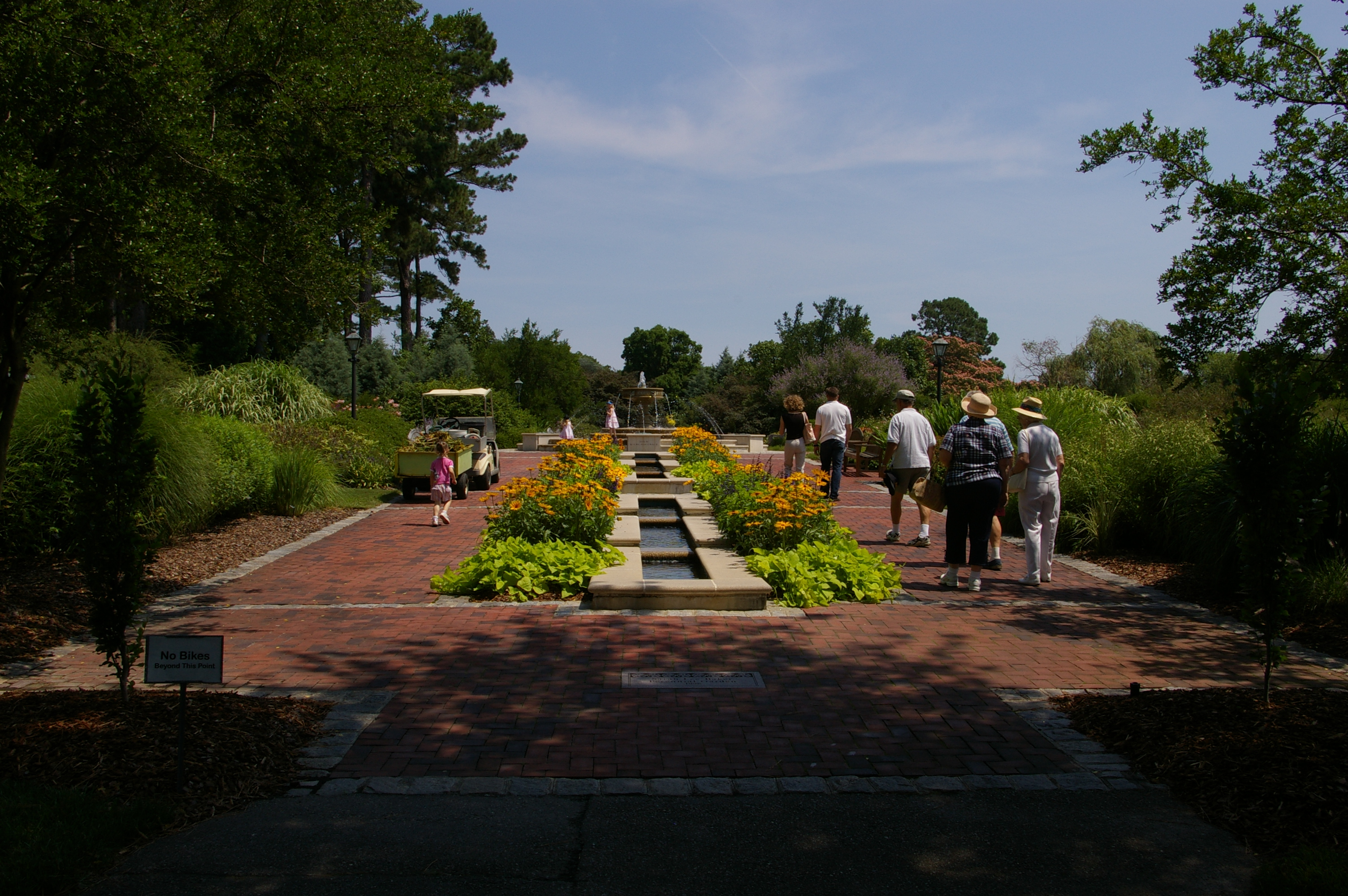
ノーフォーク植物園

ノーフォーク植物園は市の北東部、ノーフォーク国際空港の北西隣に155エーカー（約627,000m²）の敷地を有し、テーマに沿った30の庭園が配されている。特にツツジ、ツバキ、バラ、およびシャクナゲのコレクションにおいては、同園はアメリカ合衆国大西洋岸でも有数である。また、同園には95種の野鳥が飛来し、30種の蝶が集まる。
オールド・ドミニオン大学の南東、ラファイエット河畔のラファイエット・パークにはバージニア動物園が立地している。同園は53エーカー（約214,000m²）の敷地を有し、アフリカゾウ、ボンゴ、マンドリル、レッサーパンダ、シロサイ、キエリクロボタンインコ、ハクトウワシなど、400種の動物を飼育している。また、同園ではバラ、ハーブ、熱帯植物、そしてアフリカの野菜など、多岐にわたる植物の栽培も行っている。
市の北東部、チェサピーク湾岸のオーシャンビュー地区には、市が管理している3ヶ所のビーチが広がっている。そのうちの1ヶ所、オーシャンビュー・ビーチ・パークでは、5月下旬から9月上旬にかけて、毎週日曜日にビッグバンドの演奏が行われる。

## 人口動態

### 都市圏人口
ノーフォークの都市圏、および広域都市圏を形成する各独立市・郡の人口は以下の通りである（2010年国勢調査）。
バージニアビーチ・ノーフォーク・ニューポートニューズ都市圏
| 独立市・郡             | 州                 | 人口        |
| ---------------------- | ------------------ | ----------- |
| ノーフォーク市         | バージニア州       | 242,803人   |
| バージニアビーチ市     | バージニア州       | 437,994人   |
| チェサピーク市         | バージニア州       | 222,209人   |
| ニューポートニューズ市 | バージニア州       | 180,719人   |
| ハンプトン市           | バージニア州       | 137,436人   |
| ポーツマス市           | バージニア州       | 95,535人    |
| サフォーク市           | バージニア州       | 84,585人    |
| ウィリアムズバーグ市   | バージニア州       | 14,068人    |
| ポコソン市             | バージニア州       | 12,150人    |
| フランクリン市         | バージニア州       | 8,582人     |
| ジェームズシティ郡     | バージニア州       | 67,009人    |
| ヨーク郡               | バージニア州       | 65,464人    |
| グロースター郡         | バージニア州       | 36,858人    |
| アイル・オブ・ワイト郡 | バージニア州       | 35,270人    |
| カリタック郡           | ノースカロライナ州 | 23,547人    |
| サウサンプトン郡       | バージニア州       | 18,570人    |
| ゲイツ郡               | ノースカロライナ州 | 12,197人    |
| カムデン郡             | ノースカロライナ州 | 9,980人     |
| マシューズ郡           | バージニア州       | 8,978人     |
| 合計                   | 合計               | 1,713,954人 |

バージニアビーチ・ノーフォーク広域都市圏
| 都市圏/小都市圏                                            | 郡                                                         | 州                                                         | 人口        |
| ---------------------------------------------------------- | ---------------------------------------------------------- | ---------------------------------------------------------- | ----------- |
| バージニアビーチ・ノーフォーク・ニューポートニューズ都市圏 | バージニアビーチ・ノーフォーク・ニューポートニューズ都市圏 | バージニアビーチ・ノーフォーク・ニューポートニューズ都市圏 | 1,713,954人 |
| エリザベスシティ小都市圏                                   | パスコタンク郡                                             | ノースカロライナ州                                         | 40,661人    |
| エリザベスシティ小都市圏                                   | パーキマンス郡                                             | ノースカロライナ州                                         | 13,453人    |
| キルデビルヒルズ小都市圏                                   | デア郡                                                     | ノースカロライナ州                                         | 33,920人    |
| 合計                                                       | 合計                                                       | 合計                                                       | 1,801,988人 |

### 市域人口推移
以下にノーフォーク市における1790年から2010年までの人口推移を表およびグラフで示す。
| 統計年 | 人口      |
| ------ | --------- |
| 1790年 | 2,959人   |
| 1800年 | 6,926人   |
| 1810年 | 9,193人   |
| 1820年 | 8,478人   |
| 1830年 | 9,814人   |
| 1840年 | 10,929人  |
| 1850年 | 14,326人  |
| 1860年 | 14,620人  |
| 1870年 | 19,229人  |
| 1880年 | 21,966人  |
| 1890年 | 34,871人  |
| 1900年 | 46,624人  |
| 1910年 | 67,452人  |
| 1920年 | 115,777人 |
| 1930年 | 129,710人 |
| 1940年 | 144,335人 |
| 1950年 | 213,513人 |
| 1960年 | 305,872人 |
| 1970年 | 307,951人 |
| 1980年 | 266,979人 |
| 1990年 | 261,229人 |
| 2000年 | 234,403人 |
| 2010年 | 242,803人 |

## 姉妹都市
ノーフォークは以下10都市と姉妹都市提携を結んでいる。その多くが、ノーフォーク同様に軍港を中心とした港湾都市、軍事都市として発展した歴史を持っている。
- ヴィルヘルムスハーフェン（ドイツ）
- カガヤン・デ・オロ（フィリピン）
- カラチ（パキスタン）
- カリーニングラード（ロシア）
- 北九州市(日本） - 5市合併以前の1959年から、門司市（現：門司区）と姉妹都市提携を結んでいた[95]。
- コーチ（インド）
- サンパウロ（ブラジル）
- トゥーロン（フランス）
- ノーフォーク（イギリス）
- ハリファックス（カナダ）

## 註
1. 1 2 3 4  American FactFinder. U.S. Census Bureau. 2011年2月4日.
2. ↑  Tucker, George Holbert. "Norfolk Highlights 1584 - 1881". Chapter 4: The Origins of Norfolk's Name. Norfolk Historical Society. 1972年.
3. ↑  Tucker, Chapter 6: The "Half Moone" Fort.
4. ↑  Tucker, Chapter 7: The Birth of "Norfolk Towne".
なお、ノーフォーク市章には町の創設は1682年と記されているが、これは誤りである。
5. ↑  Tucker, Chapter 9: Norfolk Becomes a Borough.
6. ↑  Cultural & Political Chronology (1750-1783). History. The Colonial Williamsburg Foundation.
7. ↑  Guy, Louis L. Jr. Norfolk's Worst Nightmare. Courier. 2001年春. Qtd by Norfolk Historical Society.
8. ↑  Battle of the Monitor and the Merrimac. AmericanCivilWar.com.
9. ↑  Tucker, Chapter 46: Lincoln Plans the Recapture of Norfolk.
10. ↑  Schmidt, Barbara. April 1907: Opening of the Jamestown Exposition. Mark Twain and Henry Huttleston Rogers in Virginia. Twainquotes.com.
11. 1 2  Kozel, Scott M. Hampton Roads Area Interstates and Freeways. Roads to the Future.
12. ↑  Kozel, Hampton Roads Bridge Tunnel. Roads to the Future.
13. ↑  Kozel, Parallel Midtown Tunnel / Pinners Point Interchange / Martin Luther King Freeway Extension. Roads to the Future.
14. ↑  Kozel, Interstate 264 in Virginia. Roads to the Future.
15. ↑  Kozel, Monitor-Merrimac Memorial Bridge-Tunnel (I-664). Roads to the Future.
16. ↑  Massive Resistance. The Civil Rights Movement in Virginia. Virginia Historical Society.
17. ↑  Norfolk, 20th Century. City of Norfolk.
18. 1 2  Gibson, Campbell. Population of the 100 Largest Cities and Other Urban Places in the United States: 1790 to 1990. U.S. Census Bureau. 2005年.
19. ↑  About Norfolk: Life, Celebrated Daily. City of Norfolk.
20. 1 2  Historical Weather for Norfolk, Virginia, United States of America. Weatherbase.com.
21. ↑  Royster Building. emporis.com.
22. ↑  Dominion Tower. emporis.com.
23. ↑  Norfolk Courthouse. United States District Court Eastern District of Virginia.
バージニア州東部地方裁判所はノーフォークのほか、アレクサンドリア、ニューポートニューズ、およびリッチモンドにも置かれている。
24. ↑  Code of Ordinances. Sec.49-50. City of Norfolk, Virginia.
25. ↑  Code of Ordinances. Sec.17.1. City of Norfolk, Virginia.
26. ↑  Code of Ordinances. Sec.3.2, 6.1. City of Norfolk, Virginia.
27. ↑  Naval Station Norfolk. Alexandria, Virginia: GlobalSecurity.org.
28. ↑  Hampton Roads. GlobalSecurity.org.
29. ↑  BAE Systems Ship Repair. BAE Systems.
30. ↑  State of the Region 2010. p.5. College of Business and Public Administration, Old Dominion University. 2010年10月. （PDFファイル）
31. ↑  Norfolk International Terminals (NIT). Virginia Port Authority. 2010年.
32. ↑  VPA General Statistics. Virginia Port Authority. （Microsoft Excelファイル）
33. ↑  Terminal Information. APM Terminals Management B.V.
34. ↑  APMT Virginia. Virginia Port Authority.
35. ↑  Lamberts Point. Globalsecurity.org.
36. ↑  Corporate Overview. Maersk Line Ltd.
37. ↑  USA-Canada. CMA CGM.
38. ↑  Global Network: America Area Office. ZIM Integrated Shipping Services Ltd.
39. ↑  Richards, Gregory. new cruise terminal set to welcome travelers. The Virginian-Pilot. 2007年4月7日.
40. ↑  Norfolk's Cruise Passenger Service Voted Best in the United States. Cruise Norfolk. 2009年6月23日.
41. ↑  States: Virginia. Fortune 500 2010. 2010年4月15日.
42. ↑  Contact Us. Dominion Enterprises.
43. ↑  Contacts. FHC Health Systems
44. ↑  Contact Us. Portfolio Recovery Associates
45. ↑  Contact Us. BlackHawk Products Group.
46. ↑  McWilliams, Jeremiah. "Despite Ford's troubles, Norfolk plant is likely to keep on truckin'". The Virginian-Pilot. 2005年11月11日.
47. ↑  Airport Master Record for ORF. Federal Aviation Administration, U.S. Department of Transportation. 2011年3月10日. （PDFファイル）
48. ↑  Route Map. Norfolk International Airport.
49. ↑  Bridge-Tunnel Facts. Chesapeake Bay Bridge-Tunnel.
50. ↑  Boston - Lynchburg / Virginia Beach. Amtrak. 2011年3月14日. （PDFファイル）
51. ↑  Norfolk, VA. Greyhound.
52. ↑  Bus. Hampton Roads Transit.
53. ↑  Paddlewheel Ferry. Hampton Roads Transit.
54. ↑  The Tide. Hampton Roads Transit. 2012年6月21日閲覧.
55. ↑  Eastern Virginia Medical Center Map. Eastern Virginia Medical School. （PDFファイル）
56. ↑  EVMS History. Eastern Virginia Medical School.
57. ↑  Sentara Timeline. Sentara Healthcare.
58. ↑  Sentera Norfolk General Hospital. Sentera Healthcare.
59. ↑  Trauma Center Level. American College of Sergeon. 1998年. Qtd by Khon Kaen Regional Hospital.
トラウマ・センターとは、外傷を負った患者に対して救急医療を施す施設のことであり、レベルIからIVまでの4段階に格付けがなされている。最高レベルであるレベルIのトラウマ・センターは、地域の外傷救急医療の中心となり、外傷の防止、治癒後のリハビリテーション、外傷救急医療の人材育成、外傷救急医療研究、外傷救急医療システムの構築・計画の拠点ともなる。
60. ↑  First IVF Child in U.S. Meets Doctor. Boston: Associated Press. 2003年10月31日.
61. ↑  Sentara Heart Hospital. Sentara Healthcare.
62. ↑  Our History. Children's Hospital of The King's Daughters.
63. ↑  About ODU. Old Dominion University.
64. ↑  Academics. Old Dominion University.
65. ↑  Army ROTC. Old Dominion University
66. ↑  Home. Hampton Roads Naval Reserve Officer Training Corps.
67. ↑  About NSU Archived 2007年12月30日, at the Wayback Machine.. Norfolk State University.
68. ↑  Norfolk State University Fact Book 2010-2011. p.50. Norfolk State University. 2010年秋学期.
69. ↑  About VWC. Virginia Wesleyan College.
70. ↑  School Portal. Norfolk Public Schools.
71. ↑  Home. Norfolk Academy.
72. ↑  Frequently Asked Questions about the Library. Norfolk Public Library.
73. ↑  Permanent Exhibits. Nauticus.
74. ↑  Battleship Wisconsin. Nauticus.
75. ↑  Home, Hampton Roads Naval Museum.
76. ↑  Home. MacArthur Memorial.
77. ↑  Museum. MacArthur Memorial.
78. ↑  Virginia Landmarks Register, National Register of Historic Places. p.12. Virginia Department of Historic Resources, Commonwealth of Virginia. 2011年4月8日. （PDFファイル）
79. ↑  Collection Highlights. Chrysler Museum of Art.
80. ↑  History of the Hermitage. Hermitage Foundation Museum.
81. ↑  The Sloane Collection. Hermitage Foundation Museum.
82. ↑  The Gardens. Hermitage Foundation Museum.
83. ↑  About Virginia Opera. Virginia Opera Association.
84. ↑  History of Virginia Stage Company. Virginia Stage Company
85. ↑  About Us. Virginia Symphony Orchestra.
86. ↑  Hundhausen, Arthur. Virginia Squires. Remember the ABA.
87. ↑  https://www.facebook.com/fcarawashi/photos/a.133674300454222/460102374478078/?type=3&theater
88. ↑  35th Annual Norfolk Harborfest. Norfolk Festevents.
89. 1 2  Calendar. Norfolk Festevents.
90. ↑  About Norfolk Botanical Gardens. Norfolk Botanical Gardens
91. ↑  Animal Collection. Virginia Zoo.
92. ↑  Welcome to Our Gardens. Virginia Zoo.
93. ↑  Norfolk Parks. City of Norfolk.
94. ↑  Sister City 10Directory Archived 2007年7月9日, at WebCite. Sister Cities International, Inc.
95. ↑  姉妹・友好都市の紹介. 北九州市. 2009年.
96. ↑  PETA's History: Compassion in Action Archived 2007年7月15日, at the Wayback Machine.. People for the Ethical Treatment of Animals.